# Błąd ekologiczny
Błąd ekologiczny (ang. ecological fallacy) polega na nieuzasadnionym przenoszeniu wniosków z korelacji grupowych (dokonywanych na danych opisujących zagregowane zbiorowości) na zależności na poziomie jednostkowym. W szczególności błędne może być wnioskowanie o zależnościach (zwłaszcza bezpośrednich związków przyczynowo-skutkowych) pomiędzy cechami jednostek na podstawie korelacji między danymi opisującymi zbiorowości terytorialne, tzn. uśrednione cechy zamieszkujących je populacji (np. gmin czy regionów).
Obserwowana na jednym poziomie korelacja może okazać się pozorna – powodowana lub przekształcana przez niebrane pod uwagę, szczegółowe czynniki. Błąd ten może być popełniany np. przy porównaniach grupowych związku wskaźników zdrowia z popularnością określonej diety, religii (jak w przypadku podawanej w wątpliwość dziewiętnastowiecznej teorii socjologa Durkheima o większej skłonności protestantów do samobójstw), czy dowolnej innej indywidualnej cechy. Błąd ten ilustruje również paradoks Simpsona.

## Przykłady

### Imigracja a alfabetyzm
Robinson ilustruje błąd ekologiczny przykładem analizy korelacji Pearsona pomiędzy poziomem alfabetyzmu a udziałem imigrantów w stanach USA, według danych ze spisu ludności z 1930 r. Na poziomie stanów, związek ten wynosi r≈–0,53, a na poziomie regionów geograficznych nawet r≈–0,62. Sugeruje to obecność bardzo silnej ujemnej zależności, i może nasuwać interpretację, że napływ imigrantów jest natychmiastowo korzystny dla lokalnego poziomu wykształcenia. Jednakże bezpośrednia analiza związku alfabetyzmu z pochodzeniem na poziomie indywidualnym pokazuje, że korelacja jest mała i nosi odwrotny znak, r≈0,12 (imigranci w latach 30. byli nieco częściej niepiśmienni niż populacja miejscowa). W interpretacji badacza, wynika to prawdopodobnie z tego, że większość imigrantów osiedla się generalnie w lepiej wykształconych stanach.

### Bogate stany demokratyczne, biedne republikańskie

Mapa preferencji wyborczych w USA w latach 2000–2016 – czerwień reprezentuje terytoria raczej republikańskie, kolor niebieski raczej demokratyczne

Pozornym paradoksem obserwowanym w Stanach Zjednoczonych jest także odwrotna zależność pomiędzy średnim poziomem dochodu a sympatiami wyborczymi na poziomie indywidualnym i grupowym. Porównania indywidualne sugerują, że na Partię Republikańską częściej głosują wyborcy bogatsi, ale na poziomie stanów tendencja się odwraca: partia ta uzyskuje małe poparcie w najbogatszych stanach, jak Kalifornia czy Nowy Jork. Statystyk Andrew Gelman wykazał, że zjawisko to wynika z nakładania się i wzajemnej moderacji kilku odrębnych zależności – indywidualny poziom dochodu ma znaczenie tylko w biedniejszych regionach, w stanach bogatszych przestaje się istotnie wiązać z preferencjami wyborczymi. Badacz sugeruje, że może to wynikać z tego, że czynniki ekonomiczne są mniej ważne w zamożniejszych regionach, co znajduje potwierdzenie w innych analizach.